# Sator-Quadrat

Sator-Quadrat

Die lateinische Wortfolge SATOR AREPO TENET OPERA ROTAS, genannt Sator-Quadrat, ist ein Satzpalindrom, das man als magisches Quadrat horizontal und vertikal, vorwärts und rückwärts lesen kann:

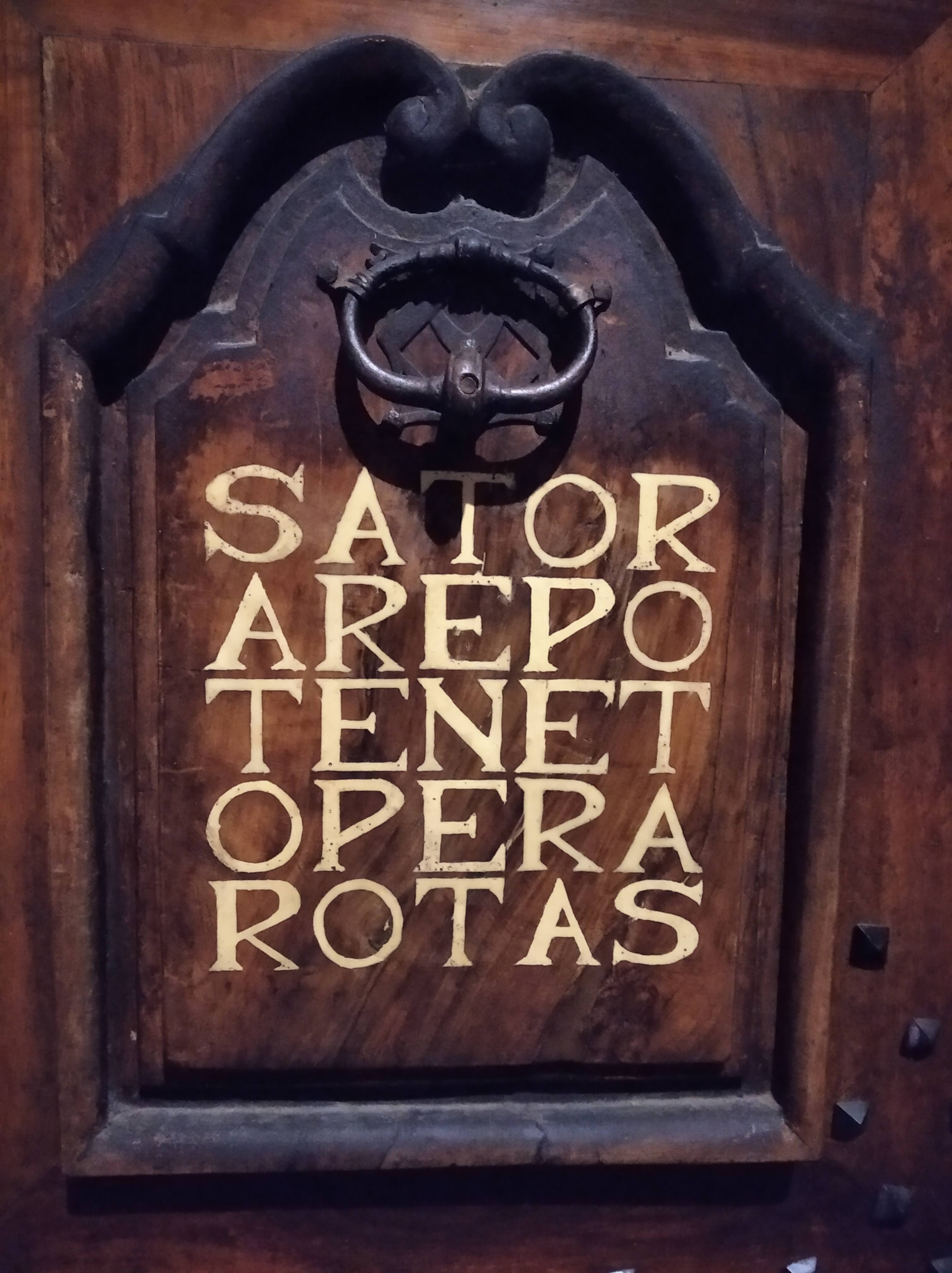
Das Sator-Quadrat auf einer Haustür in Grenoble (Frankreich)

Rösselsprungmuster im Sator-Quadrat (grün: Startfeld, rot: Zielfeld)

| S | A | T | O | R | – „(Der) Sämann“                                                    |
| A | R | E | P | O | – unsichere Bedeutung                                               |
| T | E | N | E | T | – „hält“ (von tenere)                                               |
| O | P | E | R | A | – „Werke“ (als Nominativ, Akkusativ oder Vokativ Plural von „opus“) |
| R | O | T | A | S | – „Räder“ (Akkusativ Plural von rota)                               |

## Übersetzung und Bedeutung
Für die Übersetzung der Wortfolge bestehen mehrere Ansätze. Problematisch ist, dass das Wort AREPO, die Umkehrung von OPERA, keine erkennbare Bedeutung hat. SATOR wird insbesondere in christlichen Interpretationen als Metapher für den Schöpfergott verstanden.
- In der französischen Zeitschrift Magasin Pittoresque wurde im Jahr 1854 zuerst der Vorschlag veröffentlicht, das Sator-Quadrat als doppeltes Bustrophedon zu lesen, sodass es die Bedeutung hat: „Man erntet was man sät.“[1] Hierfür liest man zeilenweise abwechselnd von links und von rechts bzw. spaltenweise abwechselnd von oben und von unten. Außerdem ist die mittlere Zeile zu verdoppeln: SATOR OPERA TENET – TENET OPERA SATOR („Der Sämann hält die Werke – es hält die Werke der Sämann“).
- Möglicherweise hat der Text überhaupt keine Bedeutung. AREPO kann ein Nichtwort sein, das lediglich die vier lexikalischen Wörter zum Quadrat vervollständigen soll.
- Fasst man AREPO aber als Namen auf, so wäre die Bedeutung „Der Sämann (sator) Arepo (wohl Eigenname) hält (tenet) mit Mühe (opera) die Räder (rotas)“ möglich. Andere Deutungen vermuten ein Wort für „Pflug“, „Boden“ oder eine Verbindung zum Verb repere, „kriechen“.

Paternoster-Anagramm

- Paternoster-Anagramm Schließlich wird versucht, den Text als Anagramm zu verstehen, also durch Umstellen der Buchstabenreihenfolge oder mit Hilfe der Numerologie zu entschlüsseln. Durch Umstellen von 21 Buchstaben in Form eines Achsenkreuzes um das einzige vorhandene N als Mittelpunkt entsteht ein neues Sinnzeichen mit der senkrecht und waagerecht angeordneten Buchstabenfolge PATER NOSTER, wobei die verbleibenden zweimal A und O (für die christlichen Symbole Alpha und Omega) ihren Platz in den Winkelfeldern erhalten, zu lesen als „Vater unser, Anfang und Ende“.
- Außerdem ergeben zwei Folgen von je neun Rösselsprüngen jeweils den lateinischen Satz ORO TE, PATER. (übersetzt: ICH BITTE DICH, VATER.). Mit diesen beiden Rösselsprung-Folgen, deren Muster symmetrisch zu dem mittleren Buchstaben N sind, werden insgesamt 20 Buchstaben des Sator-Quadrats erfasst. Übrig bleibt das ebenfalls zum Buchstaben N symmetrische aus den restlichen fünf Buchstaben des Sator-Quadrats bestehende Muster SANAS. Stellt man die beiden Sätze und das lateinische Wort SANAS hintereinander, so ergibt sich ein aus den 25 Buchstaben des Sator-Quadrats gebildetes Gebet mit dem Wortlaut: ORO TE, PATER, ORO TE, PATER, SANAS. (übersetzt: ICH BITTE DICH, VATER, ICH BITTE DICH, VATER, DU HEILST.).[2][3]
- Nach einigen aus der Antike bekannt gewordenen Beispielen erhielt der Satz im frühen Christentum eine religiöse Bedeutung. Er wurde wahrscheinlich von den ersten Christen auch als geheimes Erkennungszeichen (Kryptogramm) genutzt. Der Satz gehört damit zu den ältesten Bekenntnissen der christlichen Religion in dem Sinn: „Gott hat die Welt ausgesät und hält die Räder des Weltalls in Händen.“ Das doppelt vorkommende ET TE ist später dahin interpretiert worden, dass Gott „auch dich“ in Händen hält. Ein christlicher Bezug wurde sowohl zu Hymnen aus dem Gregorianischen Repertoire („O sator rerum, reparator aevi, Christe, rex regum“ und „Christe, cunctorum sator et redemptor“) hergestellt, als auch aus der Verwendung des Griechischen Kreuzes (TENET horizontal und vertikal) und des TAU-Kreuzes (im Buchstaben T jeweils zwischen A und O) abgeleitet.[4]

Bereits in der Antike eröffnete der Satz magische Verschlüsselungen und veranlasste immer neue Deutungen und Botschaften; er gehört zu den am weitesten verbreiteten zauberkräftigen Zeichen des Abendlandes mit apotropäischer Funktion, zum Beispiel gegen Hunger, Dämonen, böse Geister, Feuersgefahr, Seuchen und Unheil. Das Sator-Quadrat kommt in koptischer, griechischer, lateinischer und deutscher Schreibweise vor. Vom 8. Jahrhundert an findet man es in lateinischen Handschriften deutscher Klöster, später auch in Stein gehauen oder in Holz geschnitzt an kirchlichen und weltlichen Bauwerken. Seit der Kolonisation Amerikas ist es auch dort verbreitet.

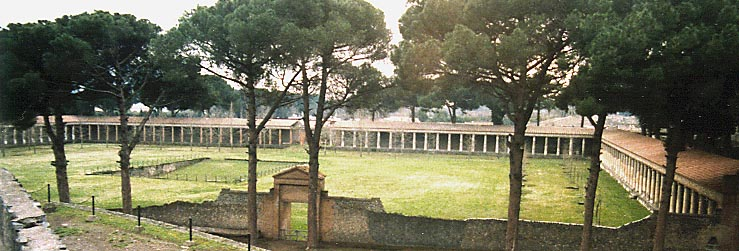
Große Palästra in Pompeji, die mit den Säulengängen beim Vesuvausbruch 79 nC zerstört wurde

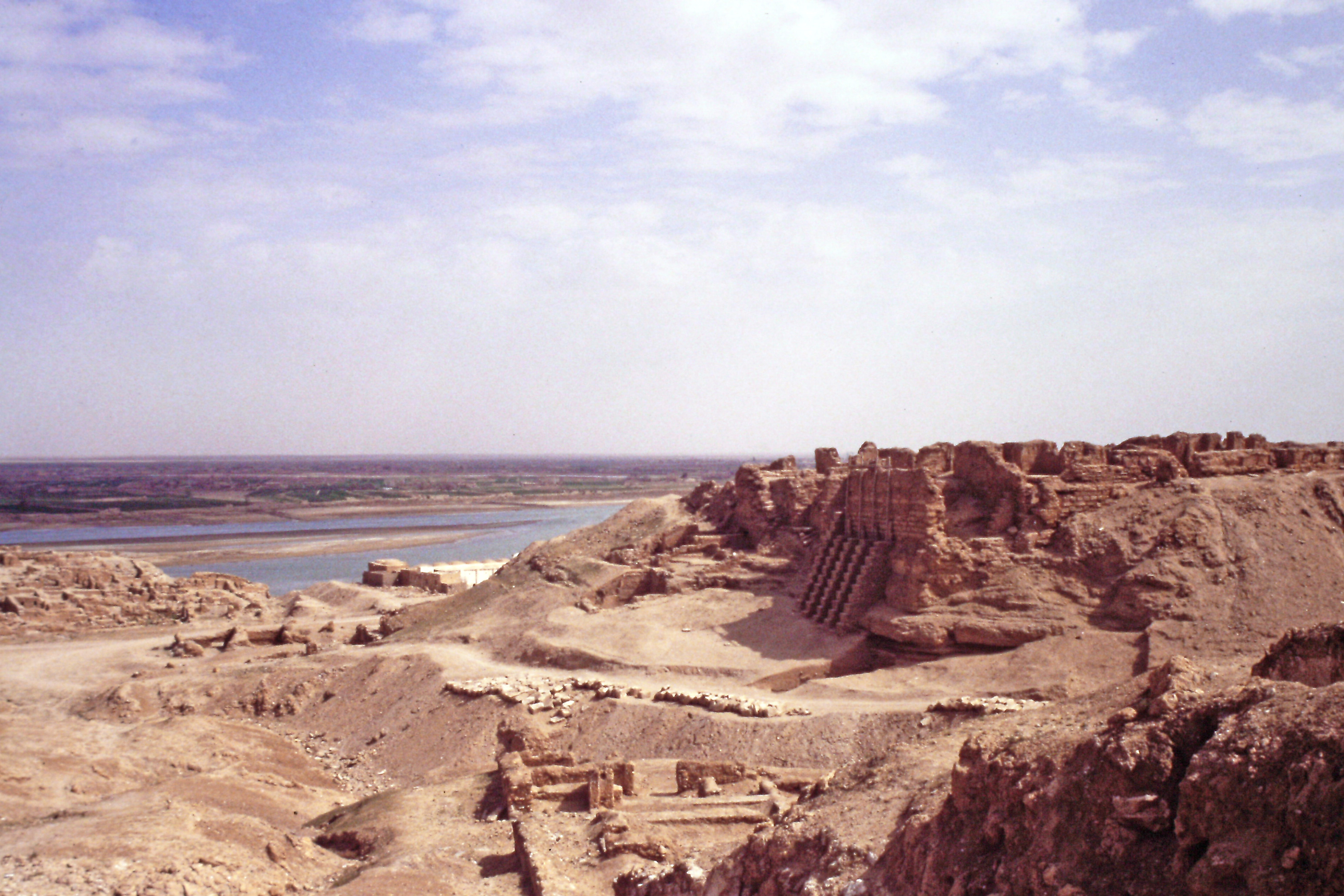
Reste der antiken Stadt Dura Europos am Euphrat, die 256 zerstört und anschließend unter Wüstensand begraben wurde

## Herkunft
Die ältesten in Europa aufgefundenen Beispiele stammen aus den ersten nachchristlichen Jahrhunderten und sind spiegelbildlich überliefert, beginnen also mit dem Wort ROTAS und nicht wie die meisten Quadrate seit dem 8. Jahrhundert mit dem Wort SATOR.
1a: Pompeji: Rotas-Sator-Quadrat auf dem Stuck der Säule Nr. LXI in der Großen Palästra, entstanden um 55 n. Chr. und 1936 wiederentdeckt.
1b: Pompeji: Rotas-Sator–Quadrat im Haus des Publius Pasquius Proculus (Regio I, Insula VII, Domus I), entstanden um 55 n. Chr. und 1925 entdeckt auf einem Fragment des schwarzen Verputzes.
2: Altofen (Aquincum), heute Budapest: Rotas-Sator-Quadrat auf einem Ziegelstein aus dem 2. Jahrhundert, der von dem Palast des römischen Statthalters in Pannonia inferior stammt.
3: Conimbriga-Condeixa-a-Nova/Portugal: Ziegelstein mit Quadrado mágico aus den Ruinen
eines römischen Hauses (2. Jahrhundert), heute im Museo Monográfico de Conimbriga.
4: Manchester/Nordostengland: Rotas-Sator-Quadrat auf dem Fragment einer Amphore (um 180), die in einer römischen Siedlung ausgegraben wurde; heute im Archäologischen Museum Manchester.
5: Cirencester/Südengland, das römische Corinium Dobunnorum: Rotas-Sator-Quadrat, gefunden auf dem Verputz eines römischen Hauses aus dem 2./3. Jahrhundert, heute im Corinium Museum Cirencester.
6: Dura Europos/Syrien: Außerhalb von Europa haben die Sator-Quadrate aus Dura Europos besondere Bedeutung erlangt. Ab 1932 wurden in den Resten des ehemaligen Tempels des Azzanatheona vier Fundstücke mit einem Rotas-Sator-Quadrat entdeckt, die aus der Zeit von 200 bis 250 stammen, als in der Stadt am Ufer des Euphrat eine römische Garnison stationiert war.
Fundstück a: Text in lateinischen Großbuchstaben, mit roter Farbe auf einer Stele gemalt (ca. 23 × 21 cm), heute in der Yale University Art Gallery in New Haven/Connecticut.
Fundstücke b und c: Unvollständiger Text mit lateinischen und griechischen Buchstaben.
Fundstück d: Vollständiger lateinischer Text in griechischen Großbuchstaben geschrieben.

## Übersicht über die bekanntesten Sator-Quadrate
Die bekanntesten Beispiele von Sator-Quadraten sind nachstehend in chronologischer Reihenfolge aufgeführt, wobei das Entstehungsdatum teilweise umstritten oder nicht bestimmbar ist:
- Pompeji, Säule in der Großen Palästra, 79 n. Chr. verschüttet
- Pompeji, Fragment des Verputzes vom Haus des Publius Pasquius Proculus, 79 n. Chr. verschüttet
- Altofen (Aquincum), heute Budapest, römischer Ziegelstein, 2. Jahrhundert
- Conimbriga-Condeixa-a-Nova/Portugal, römischer Ziegelstein, 2. Jahrhundert

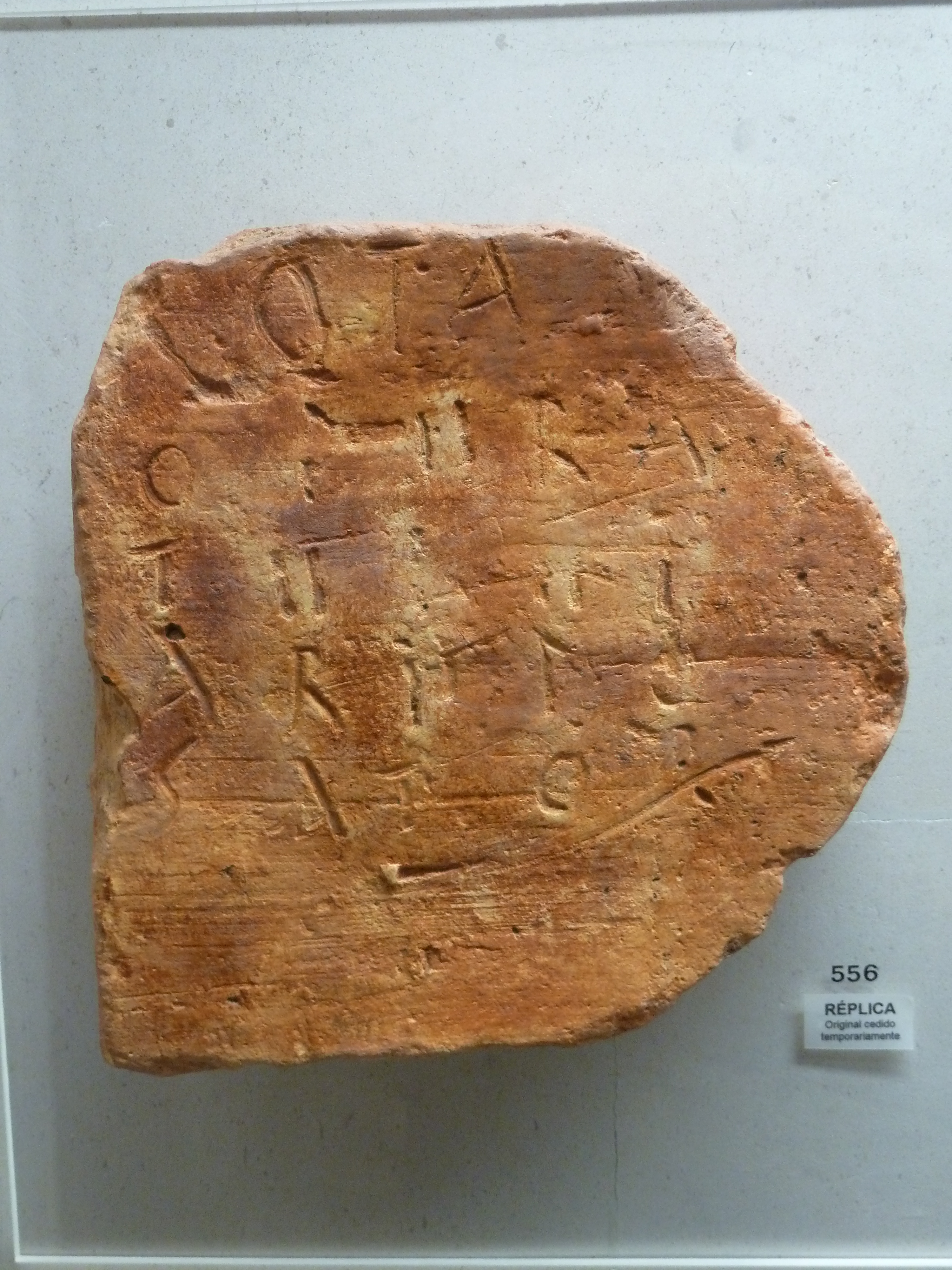
Ziegelstein aus den Ruinen der römischen Stadt  Conimbriga im heutigen Portugal (2. Jahrhundert)
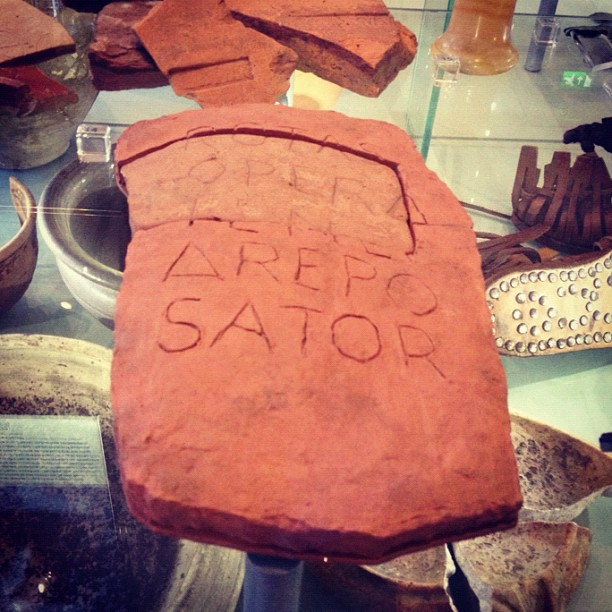
Fragment einer Amphore (um 180 n. Chr.), die in einer römischen Siedlung bei Manchester/England ausgegraben wurde
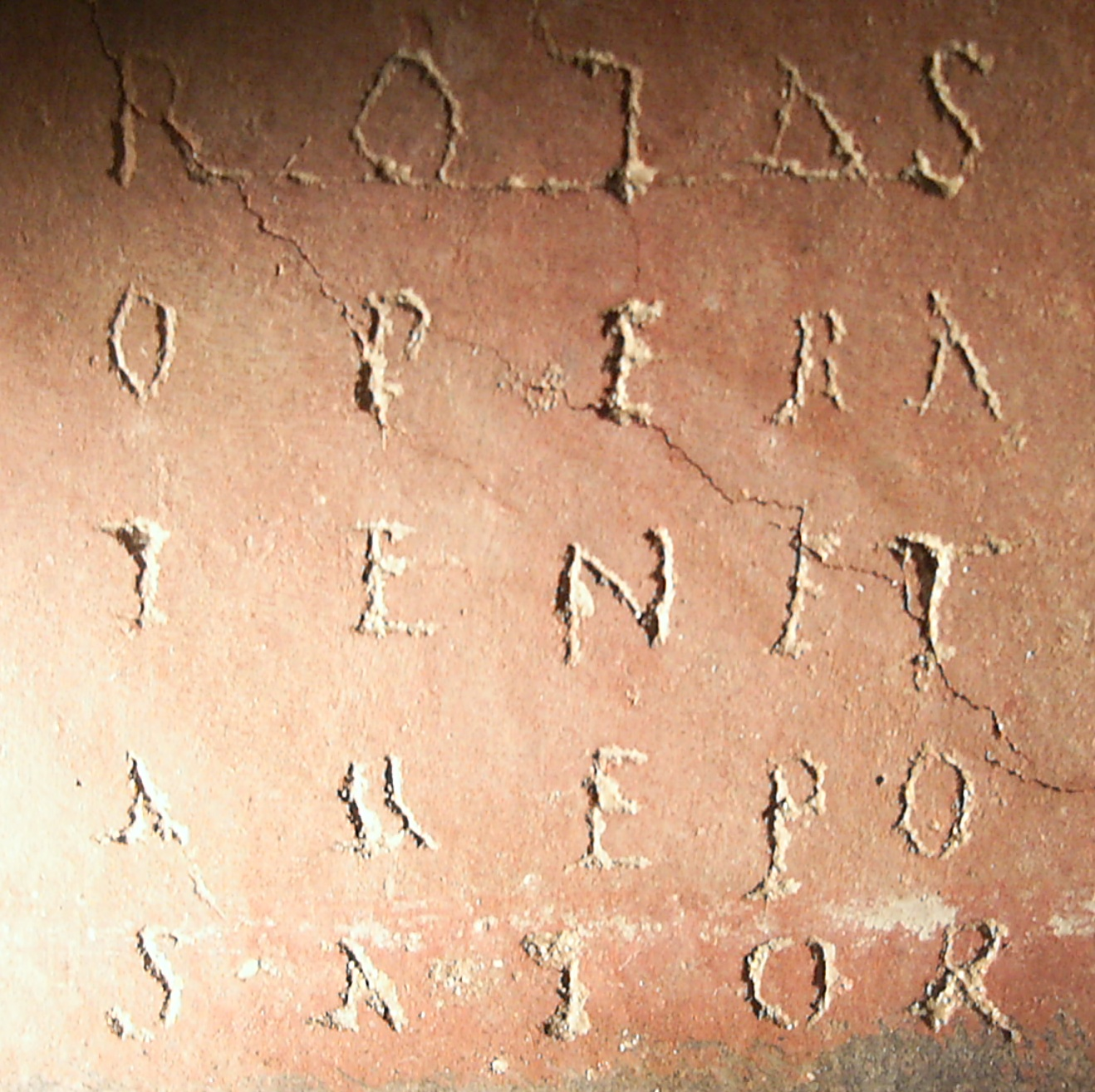
Mauerteil eines römischen Hauses (2./3. Jh.) in Corinium Dobunnorum bei Cirencester/Südengland
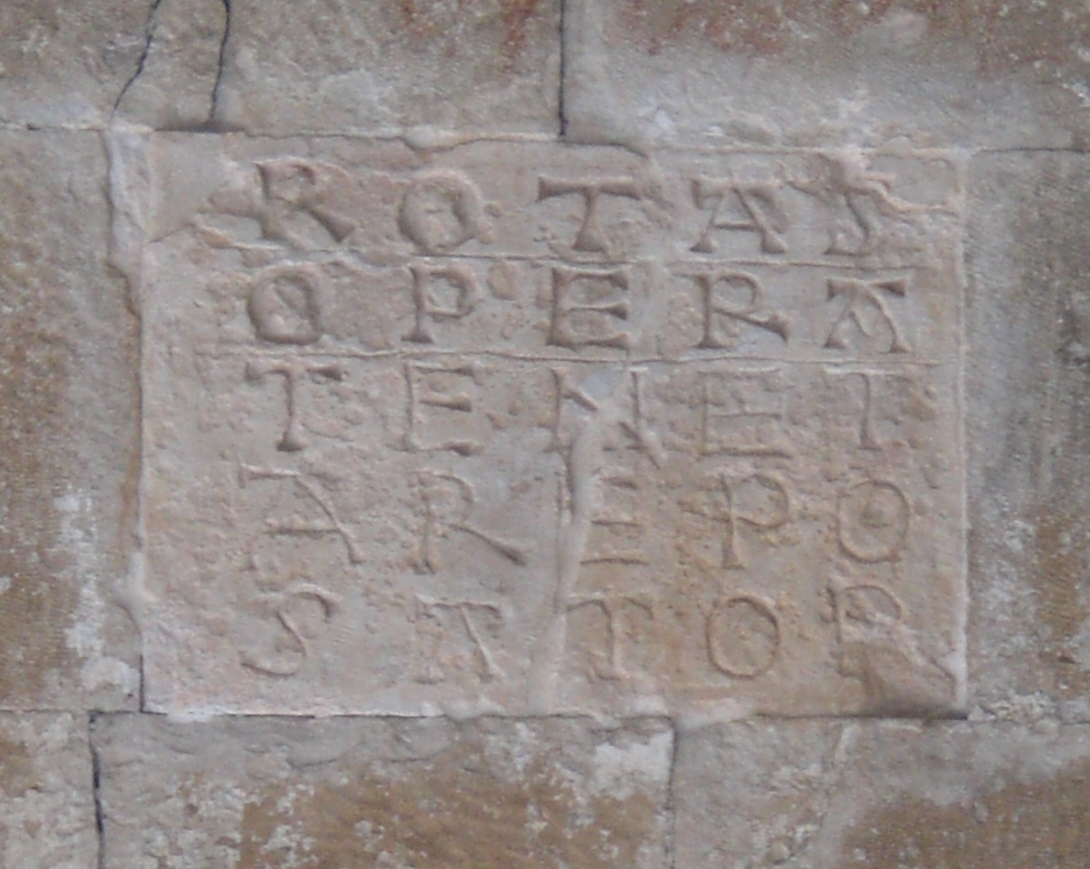
Quadrato magico am Portal von S. Pietro ad Oratorium, Capestrano / Aquila (um 732)
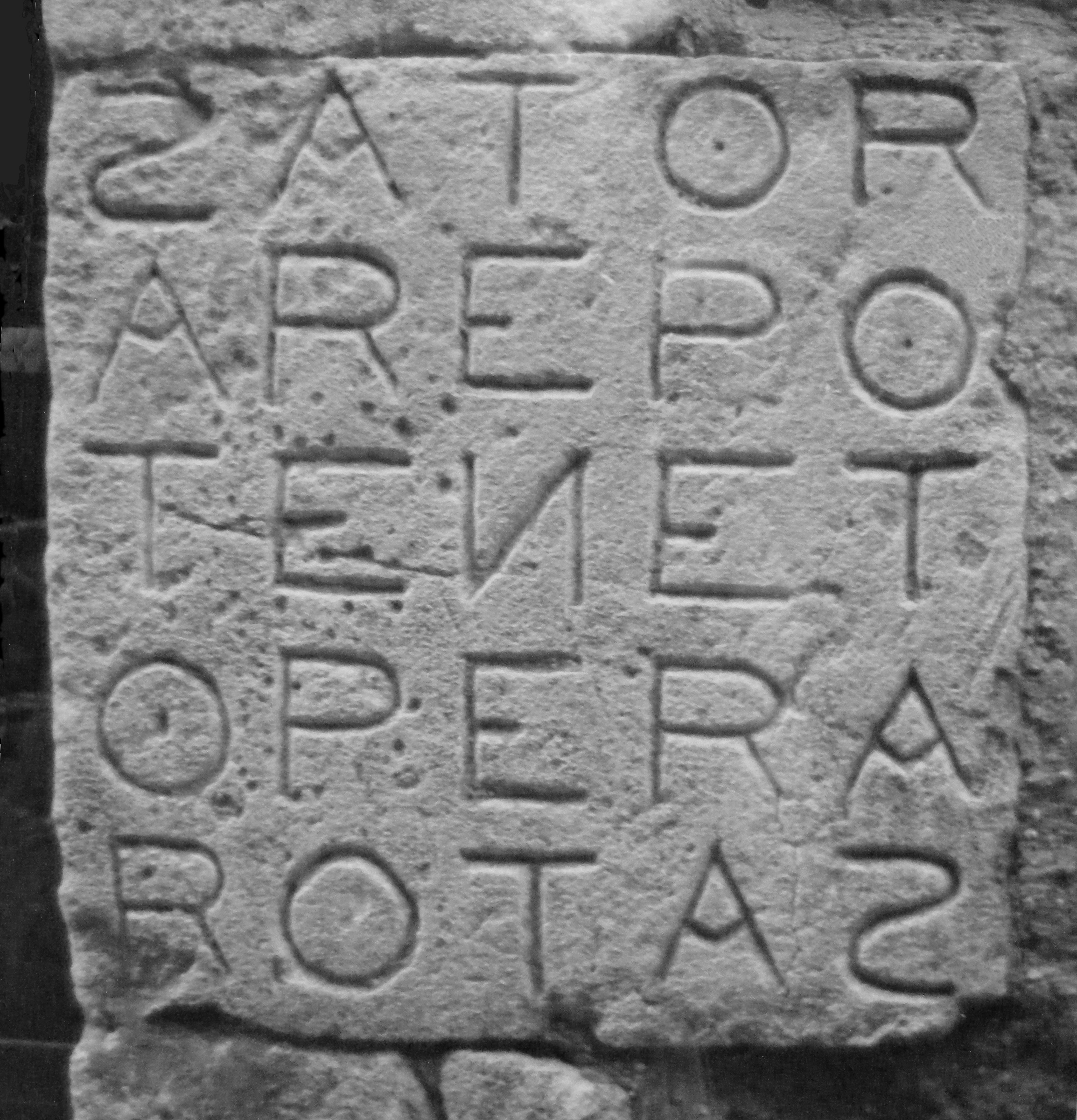
Magisches Quadrat an einem Türrahmen in Oppède/Vaucluse (9. Jahrhundert)

- Manchester/Nordostengland, Fragment einer Amphore, um 180
- Cirencester/Südengland (Corinium Dobunnorum), Mauerrest, 2./3. Jahrhundert
- Dura Europos/Syrien, vier Fundstücke (siehe oben), 200 bis 250
- Rom, Vatikanische Nekropole unter dem Petersdom, 2./3. Jahrhundert
- Rom, Santa Maria Maggiore, Stück eines Grabmals im Untergeschoss, 4. Jahrhundert
- Philadelphia (Fayyum-Becken), Papyrusblatt mit codiertem Sator-Quadrat; der Text lautet: sator–areto–tenet–otera–rotas. Österreichische Nationalbibliothek Wien, 5. Jahrhundert
- Capestrano/Aquila, neben dem Portal von San Pietro ad Oratorium, um 732
- Oppède/Vaucluse, magisches Quadrat in einem Türrahmen, 9. Jahrhundert
- Pescarolo ed Uniti/Cremona, Mosaik im Chor von San Giovanni Decollato, 11. Jahrhundert
- Aosta, S. Orso, Fußboden-Mosaik mit Sator-Umschrift in S. Orso, um 1132
- Acquaviva Collecroce/Campobasso, am alte Turm von S. Maria Ester, 11./12. Jahrhundert
- Südfrankreich, Wissenschaftliches Manuskript der British Library, Signatur Egerton MS 821, fol. 53v, 12. Jh.[13]
- Campotosto/Aquila, Krypta von Santa Maria Apparente, 12. Jahrhundert?
- Sermoneta/Latium, Palindrom in Kreisform im Kloster Valvisciolo, 12. Jahrhundert
- Loches/Indre et Loire, Schloss Loches, Donjon, 12. Jahrhundert
- Jarnac-Champagne/Charente-Maritime, Castello di Jarnac, 12. Jahrhundert ?
- Bonaguil/Département Lot-et-Garonne, Graffiti im Château de Bonaguil, 12. Jahrhundert ?
- Arcè/Verona, Palindrom über dem Südportal von San Michele, 12. Jahrhundert
- Campiglia Marittima/Livorno, unter dem Dach von San Giovanni, 13. Jahrhundert

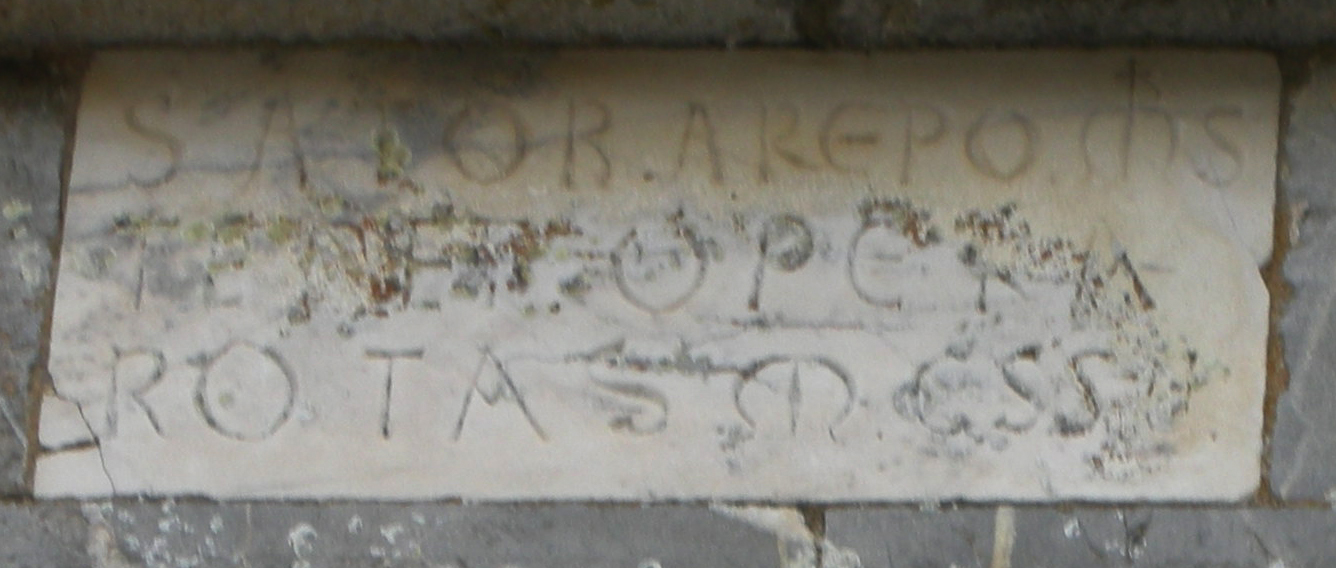
Inschrift unter dem Kirchendach von S. Giovanni in Campiglia Marittima/Livorno (13. Jahrhundert)
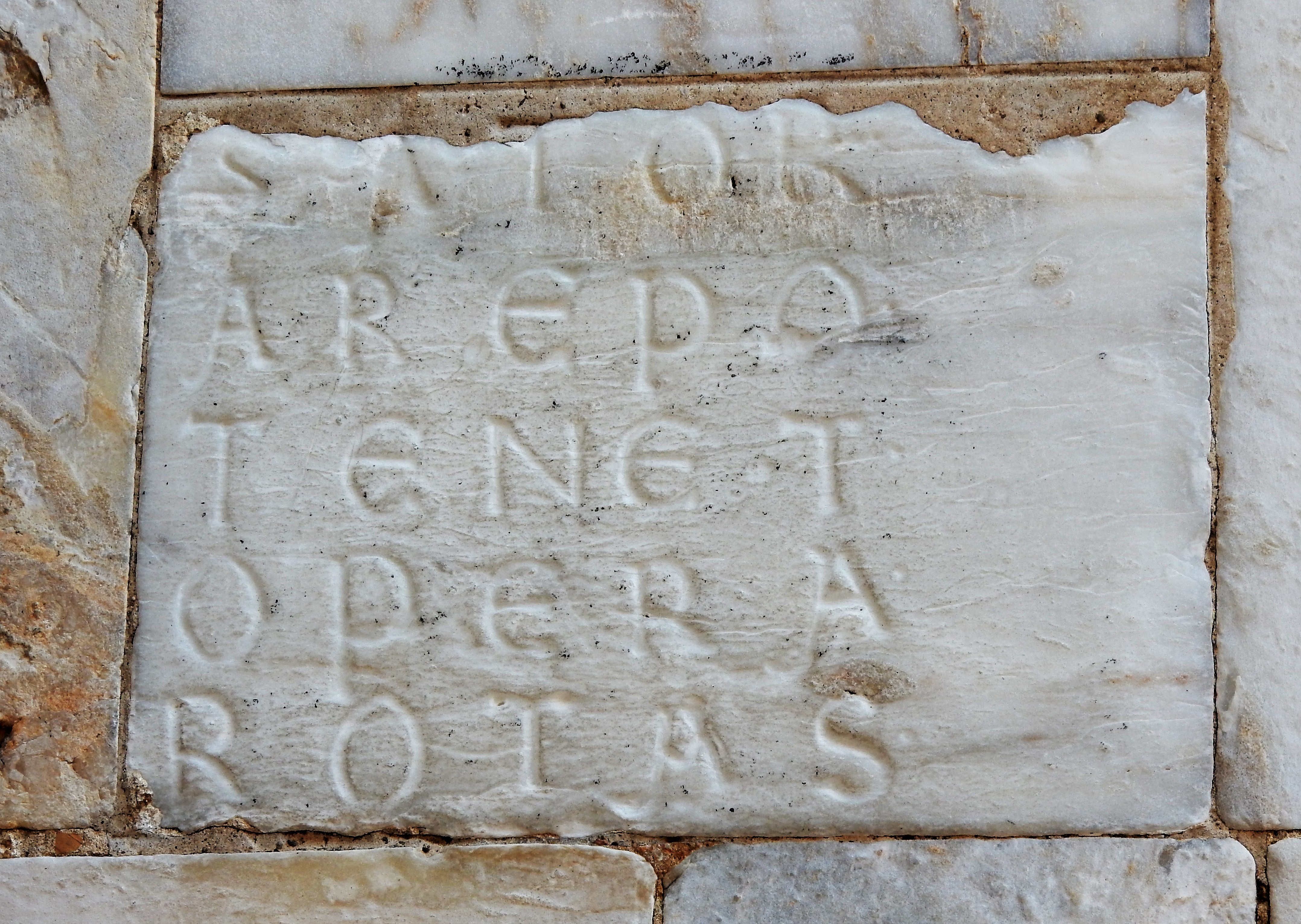
Steinplatte auf der Nordseite des Doms von Siena (13. Jahrhundert)
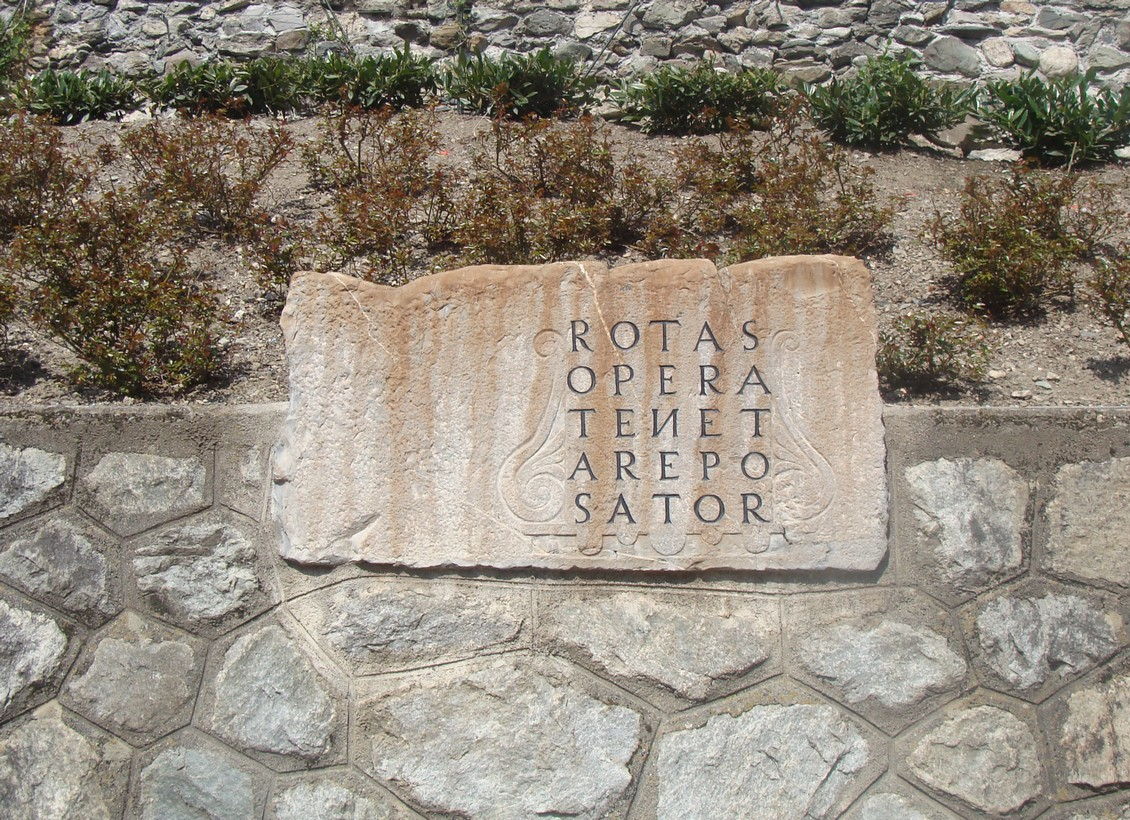
Steinplatte des 15. Jh. vom ehemaligen Gerichtsgebäude in Valbonnais, neu bearbeitet im 18. Jahrhundert
Medaille aus Schloss Skokloster bei Uppsala / Schweden (1570)
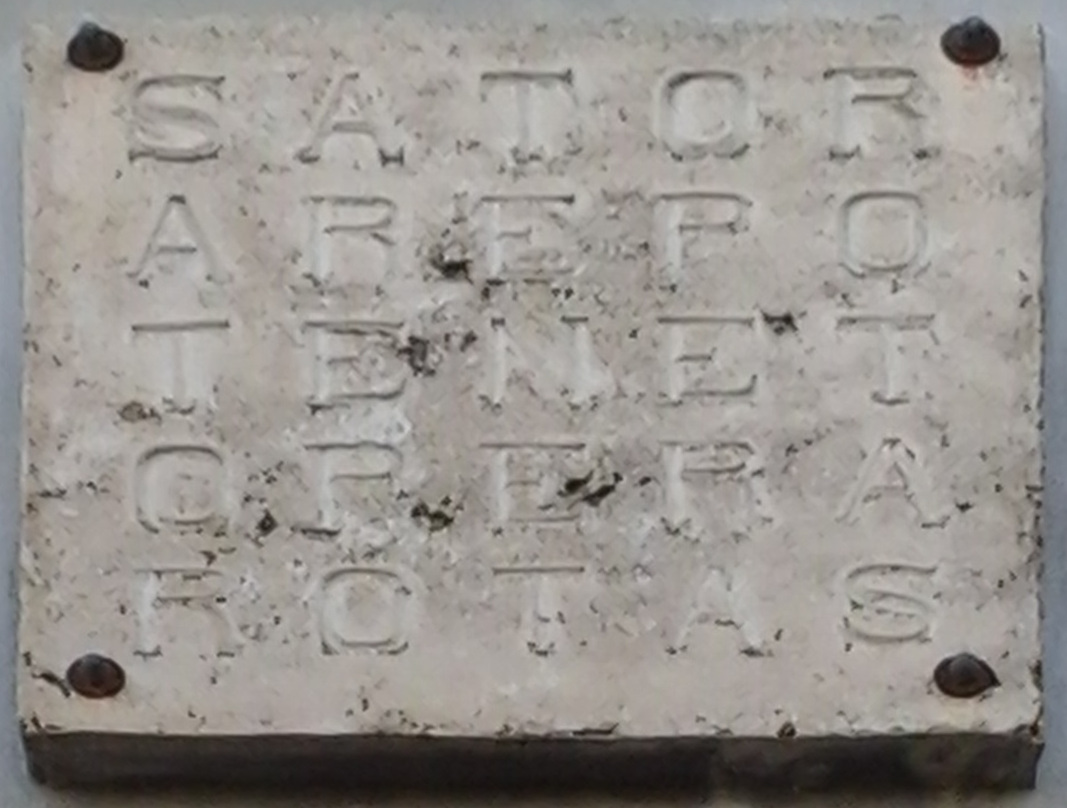
Quadrato magico aus der Kirche SS. Sacramento in Ascoli Satriano/Apulien (18. Jahrhundert)

- Schleswig, gefaltete Bleiplatte eines christlichen Amuletts aus Schleswig-Plessenstraße, spätmittelalterlich[14]
- Brusaporto/Bergamo, Castello dei Rivola, 13. Jahrhundert
- Siena, Dom Santa Maria Assunta, auf der Nordseite, 13. Jahrhundert
- Paggese di Acquasanta Terme, San Lorenzo, 13. Jahrhundert
- Rochemaure/Ardèche, Château, am Giebel der Chapelle Saint-Laurent, 13. Jahrhundert?
- Magliano de’ Marsi/Aquila, Palindrom an der Fassade von Santa Lucia, 13. Jahrhundert
- Aurillac/Auvergne, Talisman zur Erleichterung einer Geburt mit dem umlaufenden Text: „Zeige diese Figur einer Frau im Wochenbett und sie wird gebären“, 13. Jahrhundert
- Oberschützen/Burgenland, Graffiti im Chor von St. Bartholomäus, um 1400
- Fabriano-Torrecchina/Ancona, Glocke von S. Maria in Plebis Flexiae, 1412
- Westerbuchberg bei Traunstein, St. Peter und Paul, 15. Jahrhundert
- Issogne/Aosta, an der Wendeltreppe von Schloss Challant, um 1489
- Valbonnais/Alpes-Maritimes, ehemals am Gerichtsgebäude, später überarbeitet, 15./18. Jahrhundert
- Verona, im Eingangshof des Palazzo Benciolini, 16. Jahrhundert
- Tursac/Dordogne, Maison Forte de Reignac, 16. Jahrhundert
- Le Puy-en-Velay/Haute Loire, aus der Kapelle Saint-Michel d´Aiguilhe, 16. Jahrhundert
- Bozen, Schloss Maretsch, Rötelzeichnung im Turm, wahrscheinlich 16. Jahrhundert
- Hausbuch mit Zauberspruch „Feuer löschen ohne Wasser“, 16. Jahrhundert
- Schloss Skokloster bei Uppsala, Medaille, 1570
- Stuttgart, Landesmuseum Württemberg, Medaille, 16./17. Jahrhundert
- Schwurschädel, Kunsthandel, 16./17. Jahrhundert
- Luzern, Staatsarchiv, Buch aus Süddeutschland mit magischen Rezepten, 1638
- Pennsylvania, Papier mit Talisman von Pennsylvania-Deutschen, um 1790

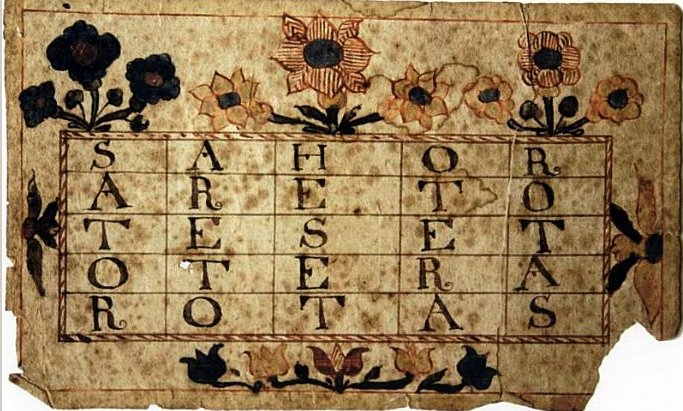
Papier mit Talisman von Pennsylvania Deutschen (um 1790)
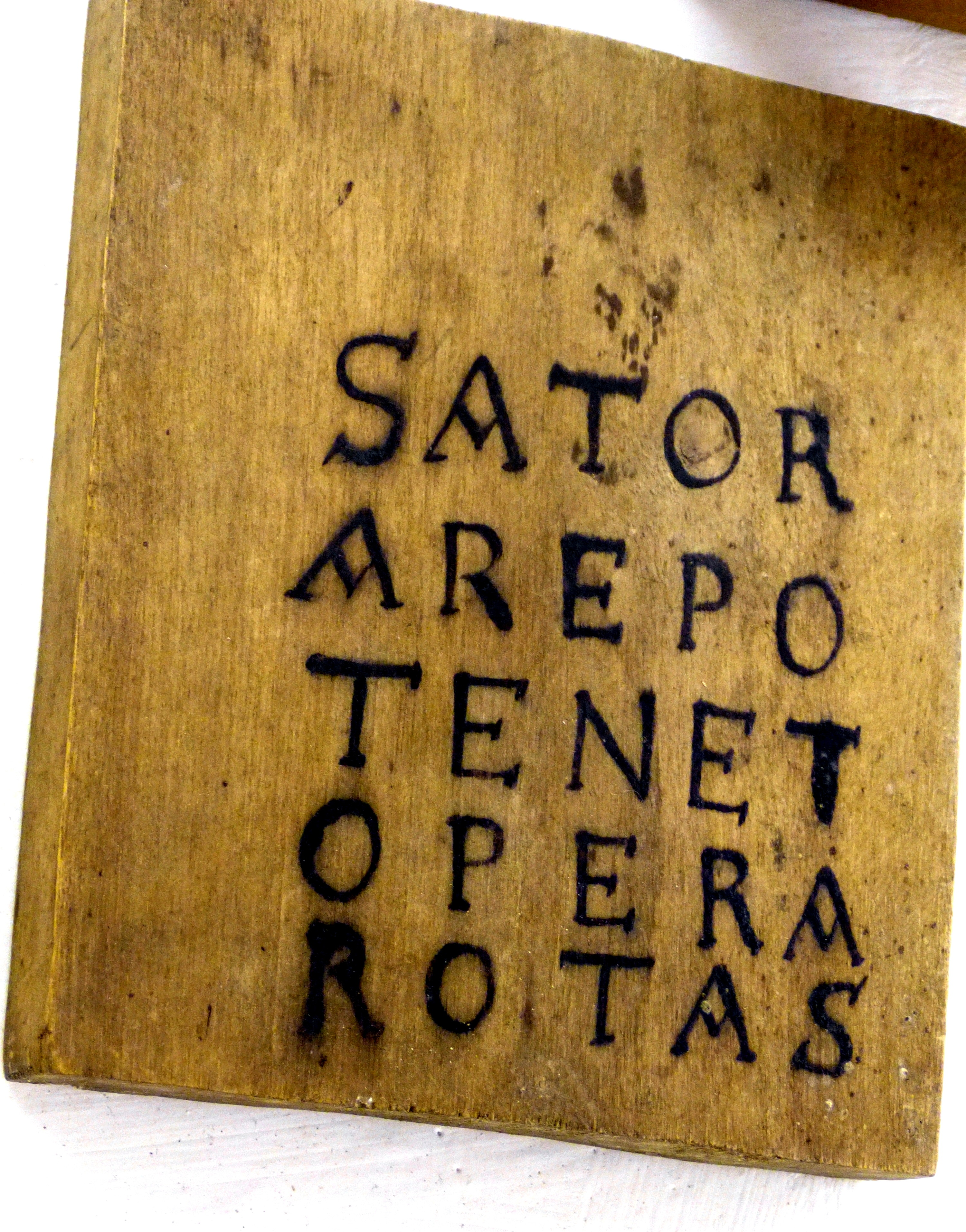
Zauberspruch gegen Feuer, Freistadt/Oberösterreich (19. Jh.?)
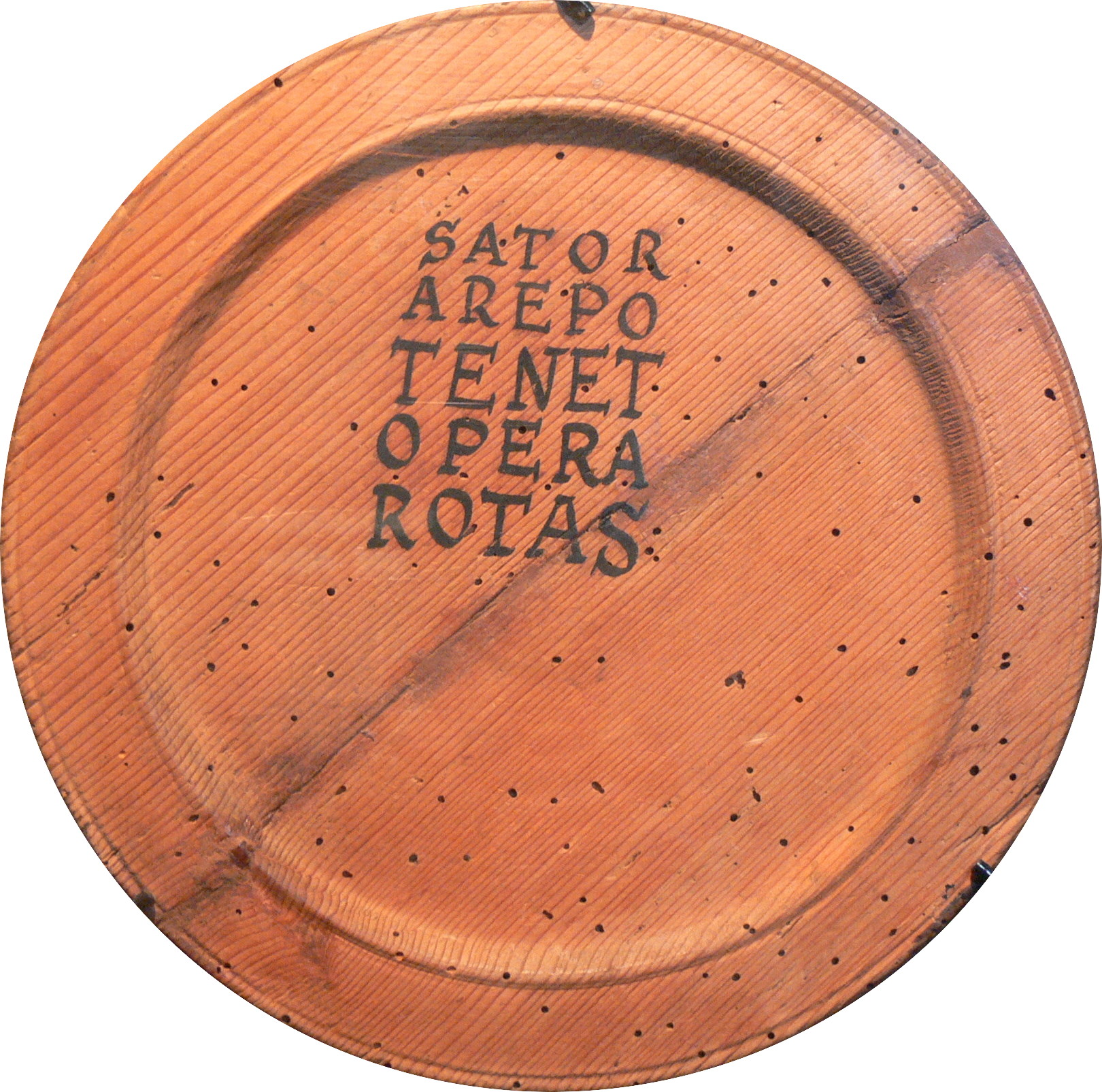
Feuerteller mit Zauberspruch, Passau, Oberhausmuseum (19. Jahrhundert?)
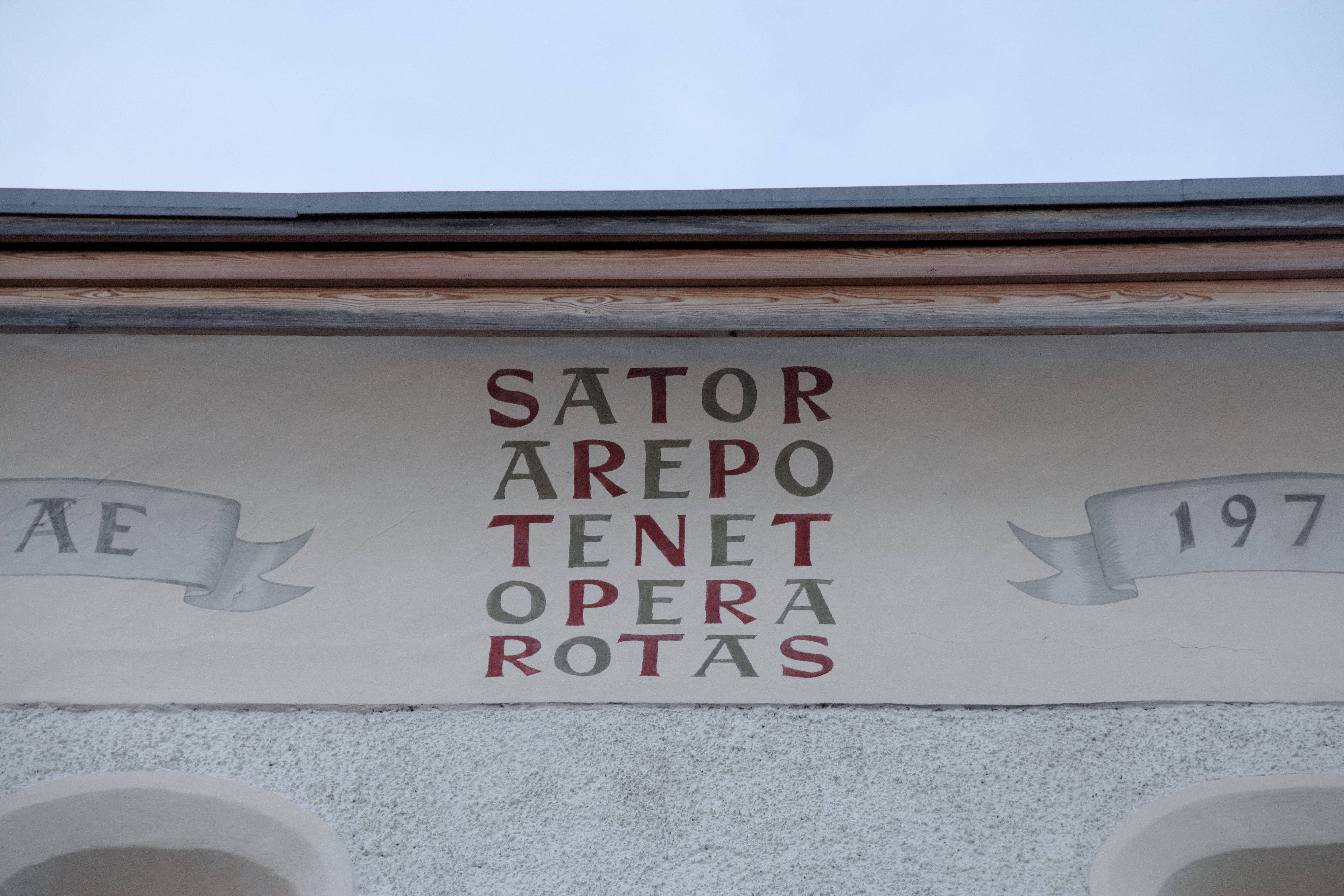
Sator-Quadrat an einem denkmalgeschützten Haus in Hallein / Salzburger Land (1979)

- Grenoble, Haustür an einem Gebäude des 18. Jahrhunderts
- Ascoli Satriano/Apulien, Chiesa del SS. Sacramento (13. Jahrhundert), Replique 18. Jahrhundert
- Deliceto/Foggia, Chiesa dell'Annunziata (13. Jh.), Replique 18. Jahrhundert
- Tarascon/Rhône, im Westflügel des Schlosses von Tarascon, 18. Jahrhundert
- Bergolo/Piemont, gravierter Stein, 18. Jahrhundert?
- Fontgillarde/Hautes-Alpes, Sator-Quadrat für « Sebastien », 1791
- La Grave-Fréaux/Hautes-Alpes, Sonnenuhr, 18. Jahrhundert?
- Amulette-Anhänger, 18./19. Jahrhundert
- Rennes-le-Château/Aude, Menhir, in den um 700 der Kopf von König Dagobert II. gemeißelt wurde; die Inschrift mit dem Sator-Quadrat auf der Rückseite stammt von 1884
- Rennes-le-Château/Aude, Stein mit Magisches Quadrat (heute zerstört)  ?
- Collepardo/Frosinone, Kartause Trisulti, Stein des Malers Filippo Balbi, 19. Jahrhundert
- Freistadt/Oberösterreich, Mühlviertel-Museum, Zauberspruch gegen Feuer, 19. Jahrhundert?
- Passau, Oberhausmuseum, Feuerteller mit Zauberspruch, 19. Jahrhundert?
- Anton von Webern, Gedenktafel, 1945
- Buchenbach, Vaterunser-Kapelle der Familie Dr. Theophil Herder-Dorneich, 1967/68
- Hallein/Salzburger Land, denkmalgeschütztes Haus, 1979
- Golling an der Salzach/Salzburger Land, bemalte Hausfront, 20. Jahrhundert?
- Turin, Via Gioberti 23, bemalte Hausfront, 19. Jahrhundert?

## Verwendung in der Populärkultur
In seinem Film Tenet aus dem Jahr 2020 greift Regisseur Christopher Nolan das Motiv des Sator-Quadrats auf. Zu Beginn des Films wird dem Protagonisten eine Geste beigebracht (ineinandergeschobene Finger), die man bei abstrakter Betrachtung als Textzeilen des Sator-Quadrats interpretieren kann. Der Antagonist des Hauptdarstellers, ein russischer Waffenhändler, heißt Andrei Sator. Dieser erwähnt gegen Ende des Films auch, dass er in der Zukunft einem Gott ähnlich sei. Ein im Film mehrfach erwähnter Kunstfälscher hört auf den Namen Arepo, bleibt aber ohne Auftritt oder Klärung seiner Identität, was auf die unbekannte Wortherkunft schließen lässt. Tenet (englisch für Grundsatz) ist ein Codename für die Mission des Protagonisten. Die Startszene spielt in einem Opernhaus (Opera), eine der Schlüsselszenen ist eine Verfolgungsjagd nicht nur entlang der Raum-, sondern auch der Zeitachse, mit mehreren Fahrzeugen (Rotas, d. h. Räder). Das Wort Rotas findet sich im Film außerdem als Name des fiktiven Unternehmens wieder, das den Freeport in Oslo erbaut hat und betreibt und das vom Antagonisten und seiner Frau Kat gegründet wurde.